# Желовское лесничество
Желовское лесничество — деревня в Перемышльском районе Калужской области России. Входит в сельское поселение «Деревня Григоровское».

## География
Расположена в 13 километрах на восток от районного центра — села Перемышль. Рядом деревни Вечна и Голчань.

## Население
| 2002 | 2010 |
| ---- | ---- |
| 5    | ↘4   |

## История
Располагается на землях богатыми лесом, принадлежавших в XVIII веке дворянам Ростопчиным и Хитровым.
Как населённый пункт посёлок возник после Великой Отечественной войны из ведомственных домов лесничества, предположительно в 1970-х годах на территории Перемышльского района. В 2004 году был изменён статус населённого пункта «посёлок» на статус «деревня».
По состоянию на начало 2022 года учреждение «Желовское лесничество» входит как участковое структурное подразделение в ГКУ КО «Калужское лесничество» с общей территорией угодий в 16 361 га.